# Naoya Ishigami
Naoya Ishigami (jap. 石神 直哉 Ishigami Naoya; ur. 2 marca 1985) – japoński piłkarz występujący na pozycji obrońcy. Obecnie występuje w Giravanz Kitakyushu.

## Kariera klubowa
Od 2007 roku występował w klubach Kashima Antlers, Cerezo Osaka, Shonan Bellmare, Oita Trinita, Tokyo Verdy, V-Varen Nagasaki i Giravanz Kitakyushu.